# Кремна
Кремна е село в западна Сърбия, разположено в община Град Ужице, Златиборски окръг.
До 1965 година селото е било общински център на Община Кремна. Разположено е на 822 метра надморска височина.

## Население
По данни от 2002 година населението на селото е 727 души, от тях 722 сърби, 1 българин, 1 хърватин и 2-ма неопределени.
През 2011 г. населението на селото е 665 жители.

## Личности
- Велко Миланкович